# Alpi Noriche
Le Alpi Noriche (in tedesco Norische Alpen) costituiscono un tratto della catena alpina, che si estende in Italia e Austria. 
Secondo la Partizione delle Alpi, le Alpi Noriche sono situate nelle Alpi Orientali, e vanno, nel loro complesso, dal Passo del Brennero al Passo di Schober, quest'ultimo nella zona centrale dell'Austria. Il tratto italiano, invece, va dal Passo del Brennero alla Sella di Dobbiaco, risultando quindi di una lunghezza che è meno della metà di quella complessiva.
Nella suddivisione didattica tradizionale seguita in Italia, spesso il settore italiano delle Alpi Noriche è considerato parte delle Alpi Atesine, che comprende anche le Alpi Retiche Orientali.
La Suddivisione Orografica Internazionale Unificata del Sistema Alpino (SOIUSA) non usa affatto la dizione "Alpi Noriche", seguendo la più recente letteratura geografica in lingua tedesca.

## Toponimo

Le Alpi Noriche (sezione 17) secondo la Partizione delle Alpi.

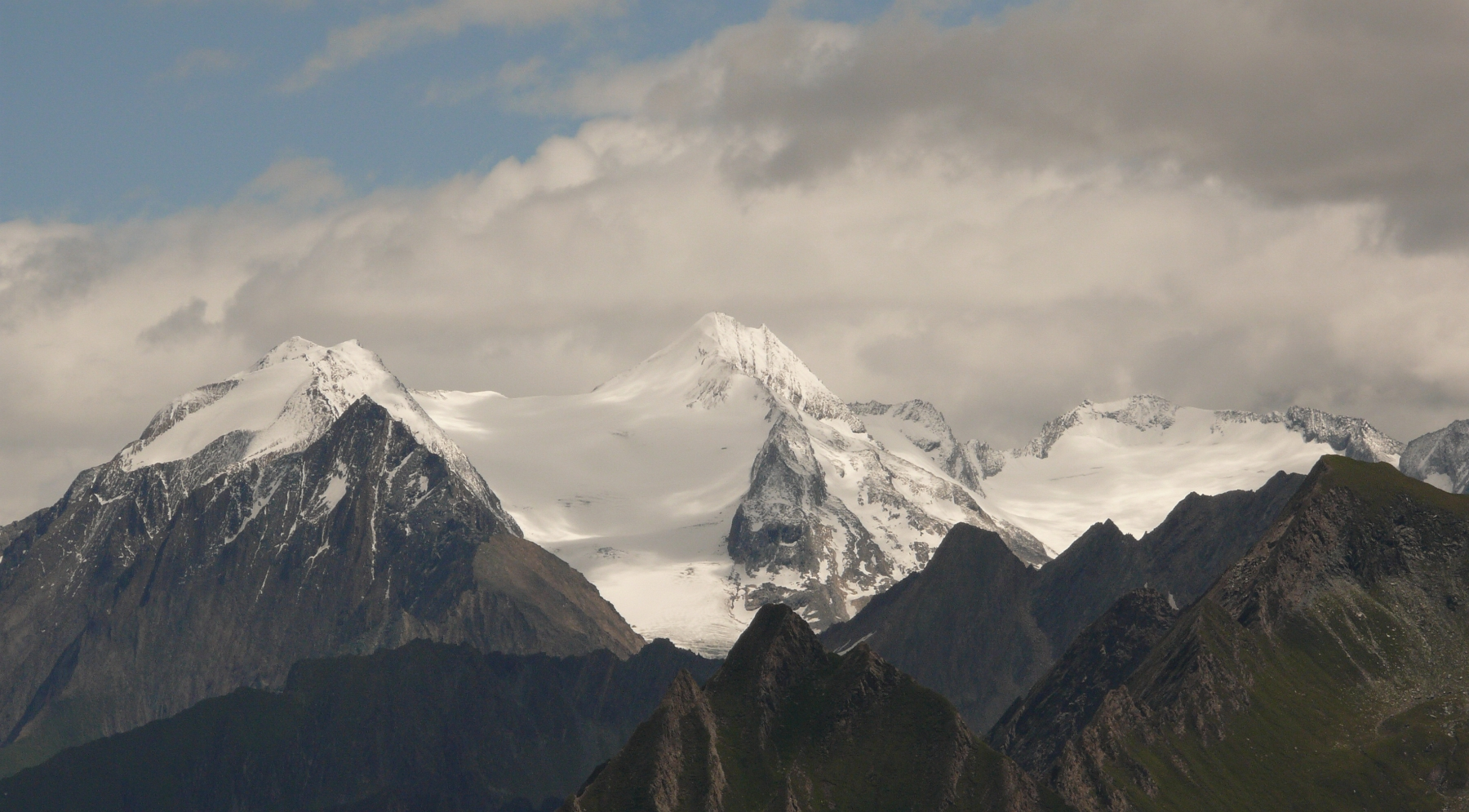
Gran Pilastro

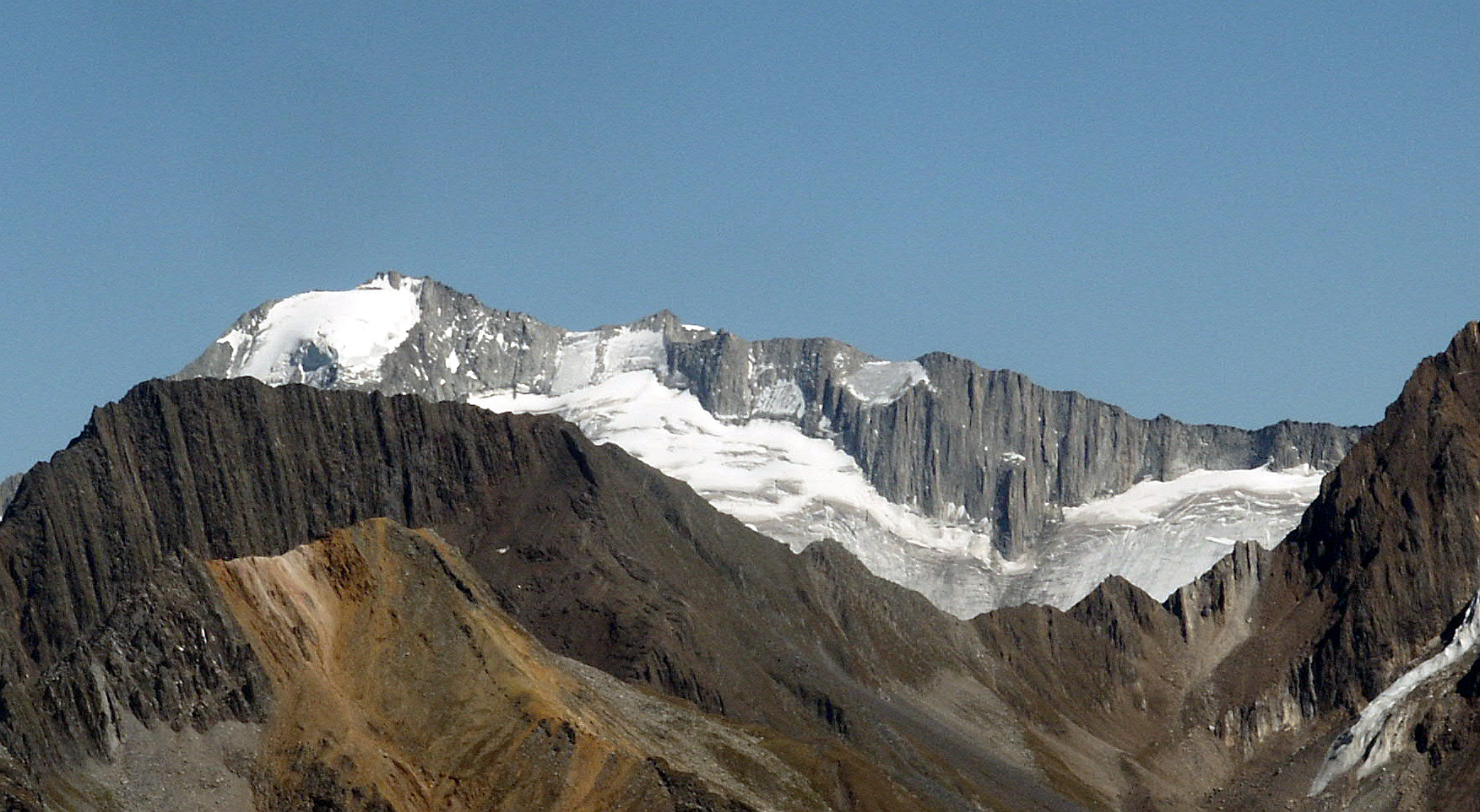
Monte Mesule

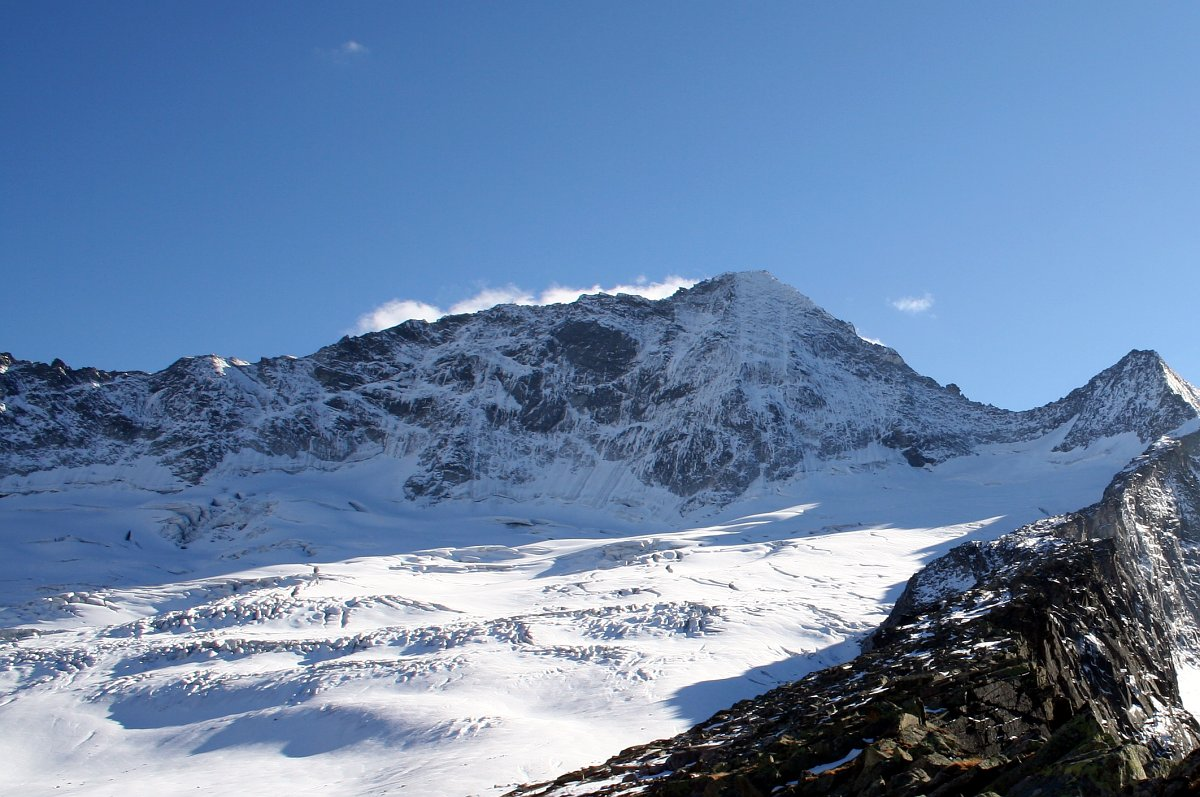
Cima di Campo

Le Alpi Noriche prendono il nome dal Norico, regione storica che comprendeva la parte centrale dell'Austria, parte della Baviera (Germania), parte della Slovenia e parte dell'Italia.

## Definizione della Partizione delle Alpi
La Partizione delle Alpi del 1926 definisce le Alpi Noriche in modo molto esteso, a cavallo dell'Austria e dell'Italia.
Esse costituiscono la sezione n. 17, collocata nelle Alpi orientali. Vanno dal Passo del Brennero sino al Passo di Schober (2.667 m). Esse comprendono i seguenti gruppi:
- Tuxer Gebirge
- Alpi della Zillertal
- Alti Tauri
- Bassi Tauri
- Alpi Carinziane.

Secondo questa classificazione, le Alpi Noriche comprendono il punto più settentrionale del territorio italiano: la Vetta d'Italia (2.915 m). La cima più alta delle Alpi Noriche è il Gran Pilastro (3.510 m). Altre cime importanti del gruppo sono il Monte Mesule (3.479 m), la Cima di Campo (3.418 m), il Sasso Nero (3.370 m), il Monte Lovello (3.378 m), la Croda Alta (3.287 m) ed il Monte Fumo (3.250 m).

## Nella letteratura in lingua tedesca
La definizione "Alpi Noriche", nella letteratura tedesca ed austriaca, per alcuni decenni ha individuato le Alpi di Stiria e Carinzia. La definizione di Alpi Noriche non è usata in testi recenti austriaci o tedeschi.

### Confronti
Da un confronto tra la definizione della Partizione delle Alpi e la moderna SOIUSA si può dire che le Alpi Noriche, come definite dalla Partizione delle Alpi, comprendono circa le seguenti sezioni della SOIUSA:
- Alpi dei Tauri occidentali - sezione 17
- Alpi dei Tauri orientali -sezione 18
- Alpi di Stiria e Carinzia - sezione 19
- Alpi scistose tirolesi - sezione 23[1].